# Fiat 3000
Fiat 3000 là loại xe tăng được sản xuất hàng loạt đầu tiên ở Ý, phát triển dựa trên Renault FT của Pháp.

## Lịch sử phát triển
1.400 chiếc Fiat 3000 được đặt hàng, việc giao hàng bắt đầu từ tháng 5 năm 1919, tuy nhiên chiến tranh thế giới thứ nhất kết thúc khiến đơn hàng ban đầu bị hủy và chỉ có 100 chiếc được giao. Những chiếc Fiat 3000 đầu tiên đi vào hoạt động vào năm 1921 và được chính thức đặt tên là carro d'assalto Fiat 3000 Mod. 21 (tiếng Ý có nghĩa là "Xe tăng tấn công Fiat 3000, Kiểu 21")
Phiên bản nâng cấp của Fiat 3000 được trang bị pháo 37/40 được thử nghiệm vào năm 1929 và chính thức được thông qua vào năm 1930 với tên gọi là carro d'assalto Fiat 3000 Mod. 30.Một số xe Model 30 cũng được sản xuất với vũ khí chính là hai khẩu súng máy 6,5 mm, như trên Type 21, thay cho pháo 37 mm. Một số lượng hạn chế xe Type 21 đã được xuất khẩu sang Albania, Latvia (6 chiếc năm 1926), Hungary, và Abyssinia (Ethiopia) trước năm 1930.
Tên gọi của những chiếc xe tăng này đã được thay đổi trước khi Chiến tranh thế giới thứ hai bùng nổ. Model 21 được đặt tên lại L5 / 21 và Model 30 được đổi tên thành L5 / 30.

## Lịch sử chiến đấu
Fiat 3000 (Type 21) được sử dụng lần đầu tiên vào tháng 2 năm 1926 tại Libya, sau đó cũng được sử dụng để chống lại quân Ethiopia trong Chiến tranh Ý-Ethiopia thứ hai vào năm 1935. Fiat 3000 không được quân Ý sử dụng ở Tây Ban Nha trong Nội chiến Tây Ban Nha. Tuy nhiên với việc Ý tham gia Thế chiến thứ hai vào tháng 6 năm 1940, một số lượng hạn chế những chiếc Fiat 3000 phục vụ trong Quân đội Ý đã được biên chế hoạt động trên mặt trận Hy Lạp-Albania.Chúng cũng là một trong số những xe tăng Ý cuối cùng chống lại Đồng minh, như vào tháng 7 năm 1943, khi quân Đồng minh đổ bộ vào Sicily, hai đại đội xe tăng Ý trên đảo vẫn được trang bị Fiat 3000. Một số chiếc còn tồn tại sau trận chiến.

## Biến thể
- Fiat 3000A: (Còn được gọi là L5/21) Phiên bản xe tăng trang bị súng máy, có tổng cộng 5 chiếc tiền sản xuất và 100 chiếc được sản xuất hàng loạt. Các phiên bản đầu tiên được trang bị hai súng máy SIA 6,5 mm (với 2000 viên đạn), được lắp trong tháp pháo và có góc ngắm từ +24 đến -17 ° và được trang bị với động cơ Fiat có công suất 50 mã lực. Sau đó, xe được sản xuất với một súng máy 6,5 mm.[6][7]
- Fiat 3000B: (Còn được gọi là L5/30) Biến thể trang bị pháo Type 30 37/40 37 mm thay vì súng máy. Xe được trang bị động cơ Fiat 63 mã lực, 52 chiếc được chế tạo.[6][7]
- Xe tăng phun lửa Fiat 3000: Một chiếc được sản xuất vào năm 1932.[7]
- Lựu pháo 105 mm trên khung gầm Fiat 3000B: Một chiếc được chế tạo để thử nghiệm.[7]
- Fiat 3000B: Phiên bản trang bị hai khẩu pháo 37 mm. Một chiếc được chế tạo để thử nghiệm.

## Các Quốc Gia Sử Dụng
- Vương quốc Ý
- Đế quốc Ethiopia - Ba xe tăng đã được mua từ Ý và được quân đội sử dụng.[7]
- Albania - Trong những năm 1930, hai chiếc xe tăng đã được quân đội Albania mua từ Ý.[7]
- Argentina - Một chiếc đã được mua để nghiên cứu.[7]
- Vương quốc Hungary (1920–1946) -  Năm 1936, quân đội Hungary mua ba chiếc xe tăng súng máy Fiat-3000 từ Ý, chúng được trang bị thêm súng máy M.07/12 8 mm.[6][7]
- Trung Hoa Dân Quốc (1912–1949)
- Latvia - Năm 1927, sáu xe tăng được mua từ Ý (hai chiếc được trang bị pháo 37 mm, bốn chiếc còn lại được trang bị súng máy Vickers).[6][7]
- Đan Mạch - Một xe tăng Fiat-3000 đã được mua để nghiên cứu.[6]
- Hy Lạp - Tính đến đầu tháng 4 năm 1941, trước khi cuộc xâm lược của Đức vào Hy Lạp bắt đầu, quân đội Hy Lạp đã có trong biên chế một xe tăng Fiat-3000.[7][8]
- Đế quốc Nhật Bản